# I Suck on That Emotion
I Suck on That Emotion es el segundo álbum de estudio de Weird War, grabado y lanzado bajo el nombre de corta duración Scene Creamers.
La pista #11 "Here Comes the Judge, Pt II", comparte el mismo nombre como la canción de The Make-Up de su álbum de 1997 After Dark, de los cuales Svenonius, Mae y Minoff fueron miembros.

## Lista de canciones
1. "Better All the Time" − 4:15
2. "Session Man" − 2:47
3. "Wet Paint" − 4:32
4. "Candidate" − 3:44
5. "Luxembourg" − 2:13
6. "Bag Inc." − 3:55
7. "Elfin Orphan" − 2:35
8. "What About Me?" − 4:40
9. "Hey Lonnie" − 2:56
10. "Housework for 3" − 2:46
11. "Here Comes The Judge, Pt II" − 3:02
12. "One Stone" − 4:05

## Personal
- Blake Brunner – batería
- Michelle Mae – bajo eléctrico, guitarra eléctrica, voz
- Alex Minoff – guitarra eléctrica, voz
- Ian Svenonius – voz
- Phil Manley – ingeniero